# Escut de Moncofa
L'escut de Moncofa és un símbol representatiu oficial de Moncofa. Té el següent blasonament:
| « | Escut quadrilong de punta redona, truncat. Al primer quarter, en camp d'argent, una torre del seu color, maçonada i aclarida de sable, sobre tres ones d'atzur. En el segon quarter, losanjat d'or i gules. Al timbre, corona reial oberta. | » |

## Història
L'escut s'aprovà per Resolució de 12 de desembre de 2006, del conseller de Justícia, Interior i Administracions Públiques, publicada en el DOGV núm. 5.416, de 28 de desembre de 2006.
La torre fa referència a la torre de guaita de Beniesma, vora el mar, un dels edificis emblemàtics del terme municipal. A sota, les armories dels Centelles, barons de Nules i antics senyors de la vila.